# جوان بليدز
جوان بليدز (بالإنجليزية: Joan Blades)‏ هي صحفية أمريكية، ولدت في 18 مارس 1956.

## وصلات خارجية
- جوان بليدز على موقع إن إن دي بي (الإنجليزية)